# Рамштајн (војна база)
Рамштајн (енгл. Ramstein Air Base) је авио-база и упориште америчких ваздухопловних снага у Немачкој. Такође је седиште Ратног ваздухопловства САД у Европи и једна од база НАТО пакта.
Налази се источно од истоименог града Рамштајн-Мизенбах, десет километара западно од града Кајзерслаутерна, на територији савезне државе Рајна-Палатинат. 
Базу „Рамштајн“ многи доживљавају као симбол пораза Немачке у Другом светском рату, а она има и практичну важност - одатле узлећу авиони и дронови који испуњавају задатке на Блиском истоку.